# Shevit
Shevit en hebreu, el setè any en català, és el cinquè tractat de l'ordre Zeraïm (en català "llavors") de la Mixnà i del Talmud.
Analitza totes les lleis sobre la pràctica de deixar la terra en repòs en el setè any del cicle agrícola, les lleis dels productes de la Shemità (el producte d'aquest setè any, l'any sabàtic de la Terra) i la condonació dels deutes.
També s'analitza el 50è any, conegut com a HaYovel, l'any del Jubileu, on tots els esclaus han de ser posats en llibertat, i totes les terres han de ser retornades al propietari original de l'època de Josuè, quan la Terra d'Israel va ser dividida entre les tribus d'Israel. Aquest tractat té moltes aplicacions en l'actualitat a Israel, on la pràctica de la Shemità és encara avui complerta. De setembre de 2007 fins a setembre de 2008 va ser un any de Shemità. El període anterior va ser entre 2000 i 2001.